# Castello di Pohled
Il castello di Pohled (in ceco Zámek Pohled) si trova nell'omonimo comune del Distretto di Havlíčkův Brod, Regione di Vysočina in Repubblica Ceca. L'ex monastero cistercense, trasformato in castello, è il monumento più importante di Pohled. Fu fondato nel 1256 dalle nobildonne della famiglia Vítkov e subordinata all'abbazia di Sedlec.

## Storia

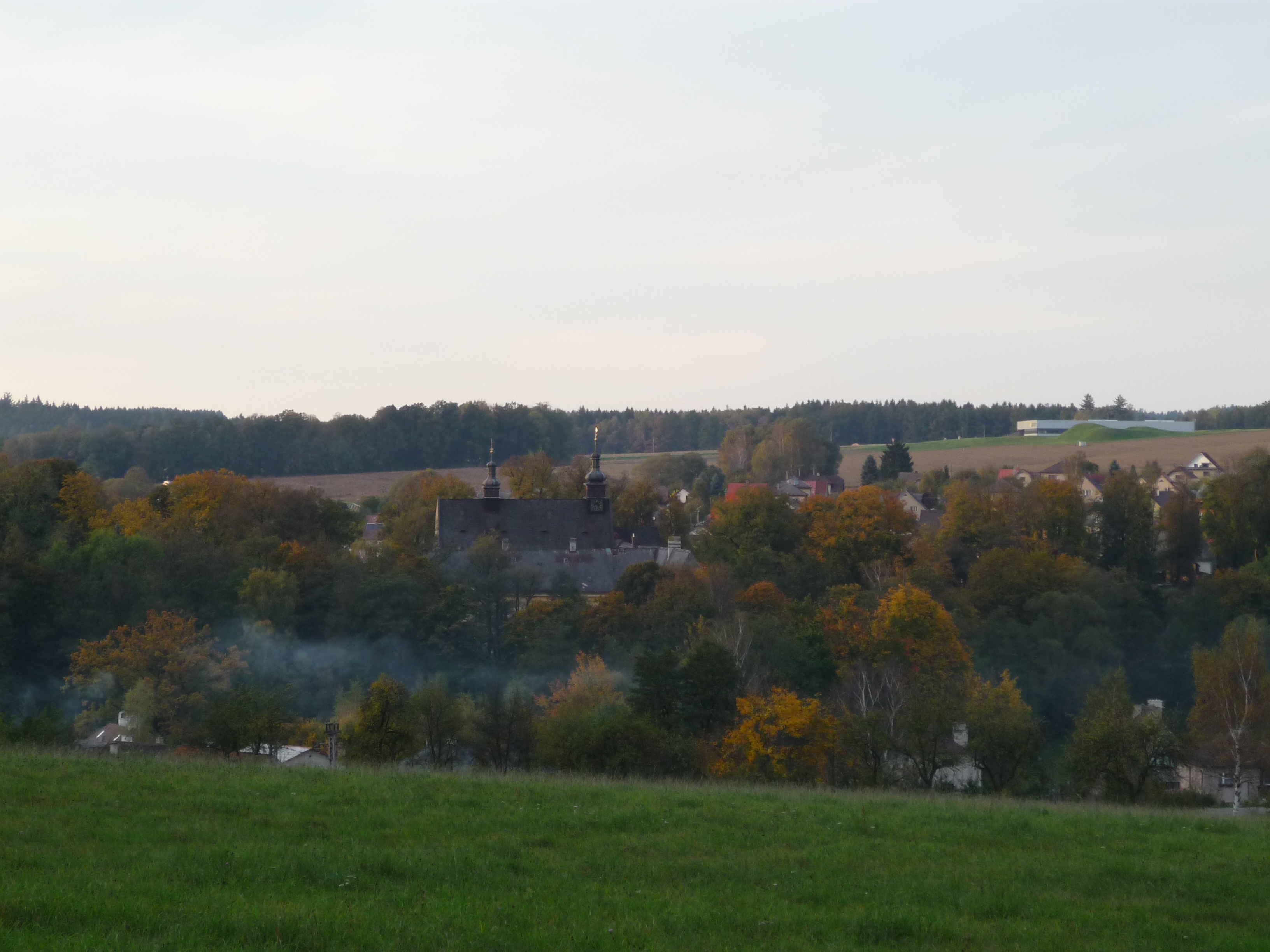
Panorama del territorio

### Primi secoli
Il monastero cistercense femminile di Pohled fu uno dei due monasteri simili in Boemia, l'altro era il monastero di Sezemice, e fu un piccolo convento con poche suore. Originariamente era chiamato Der lieben Frauen Tal (Valle della Beata Vergine Maria), nella versione abbreviata Frauental (anche Valle delle Vergini in ceco, tradotto letteralmente come Valle della Donna). Anche un altro nome ceco Frántal deriva dal tedesco Frauental. Solitamente i conventi moravi di questo ordine occupavano una posizione gerarchica molto più elevata, erano più ricchi e influenti, patrocinati dal monarca stesso o dalla sua consorte e godevano di notevole popolarità tra l'alta nobiltà e il clero. Grazie al continuo sostegno della nobiltà locale e dei cittadini, gli incendi e i saccheggi bellici poterono essere superati. La parte più antica del monastero è la chiesa, in origine dedicata alla Vergine Maria e in seguito a Sant'andrea. Nel 1265 fu posta la prima pietra e il completamento realizzato in breve tempo. Si può ritenere che la facciata occidentale dell'originaria chiesa parrocchiale fosse formata da un massiccio muro in seguito divenuto un tramezzo sotto il vestibolo. L'estensione della chiesa originaria è indicata anche dalle tre di monofore senza cornice in facciata. La chiesa del monastero fu quindi notevolmente più lunga e più alta di quella originaria. Un altro edificio che poteva esistere anche prima della costruzione del complesso monastico era la prelatura, in particolare il suo nucleo medievale al piano terra. Sembra che in origine si trattasse di un edificio separato dalla chiesa, in origine probabilmente una canonica. 

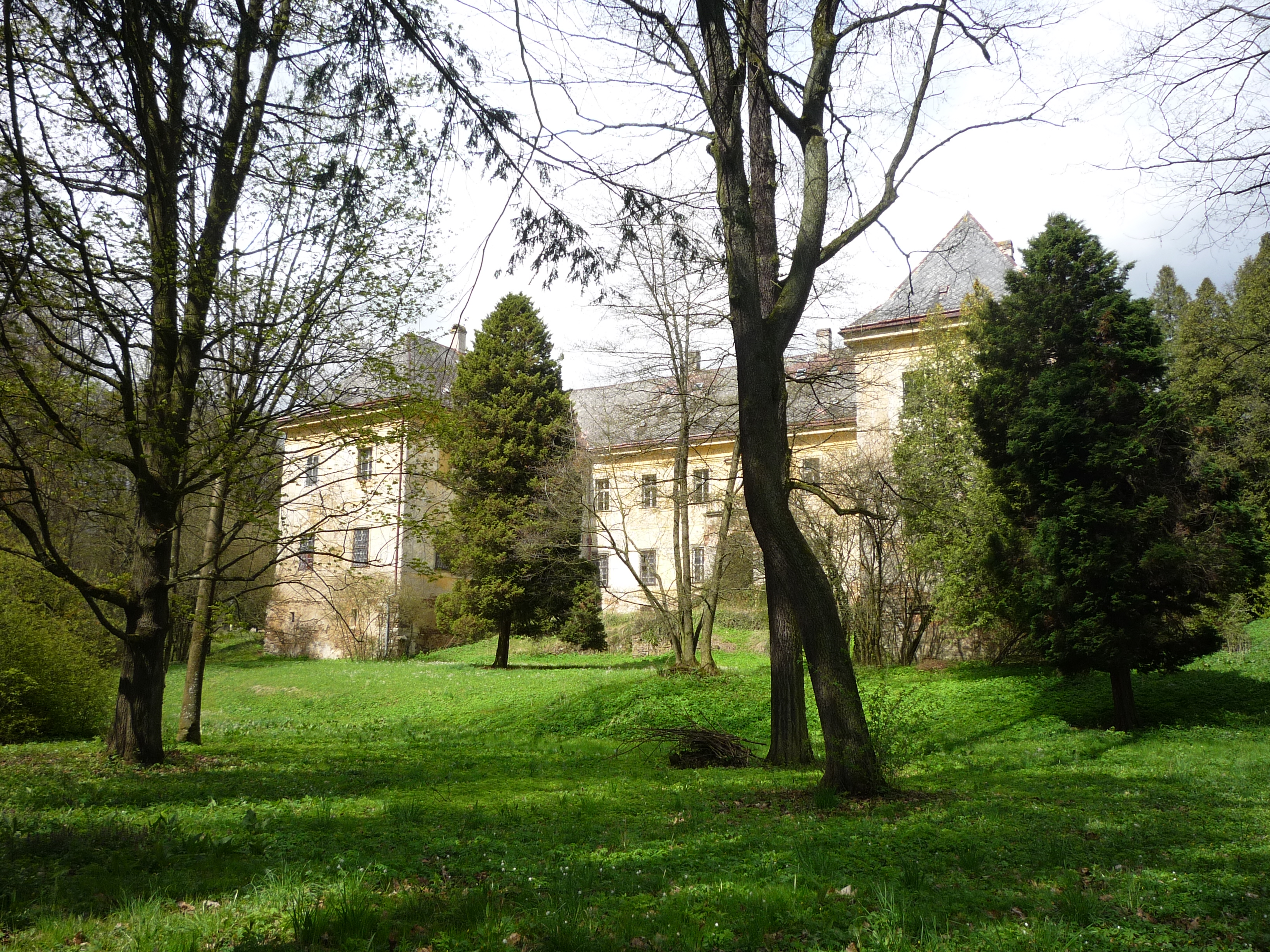
Castello

Altri elementi costruttivi sono datati al periodo successivo al primo incendio del monastero cioè alla fine della prima metà del XIV secolo. Tuttavia il primo incendio documentato del monastero risale al 1329 e la ricostruzione del monastero avvenuta nella prima metà del XIV secolo è testimoniata dagli elementi costruttivi ancora utilizzati e identificabili. Al più tardi in questo periodo fu realizzata anche la parte più antica del convento, la parte principale dell'ala orientale, senza le grandi sale meridionali, cioè l'ex sala riunioni e palestra. Al posto del recente ingresso e della scalinata si trovavano molto probabilmente la sagrestia, la sala capitolare e la sala per il lavoro. Il tratto occidentale era collegato a quello orientale dall'ala meridionale, che conservava il minor numero di elementi medievali, soprattutto il muro di interrelazione delle cantine. 

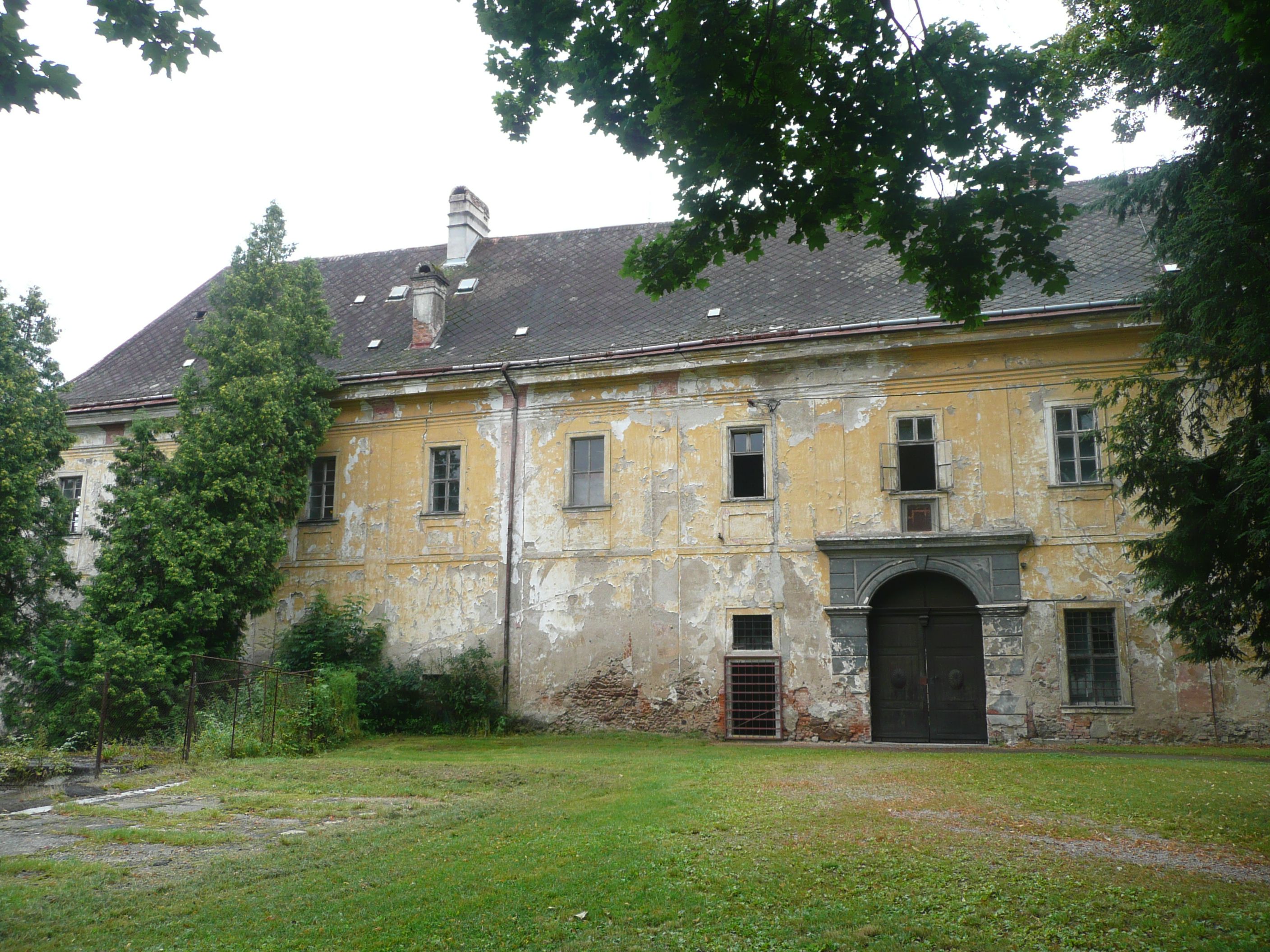
Particolare del castello

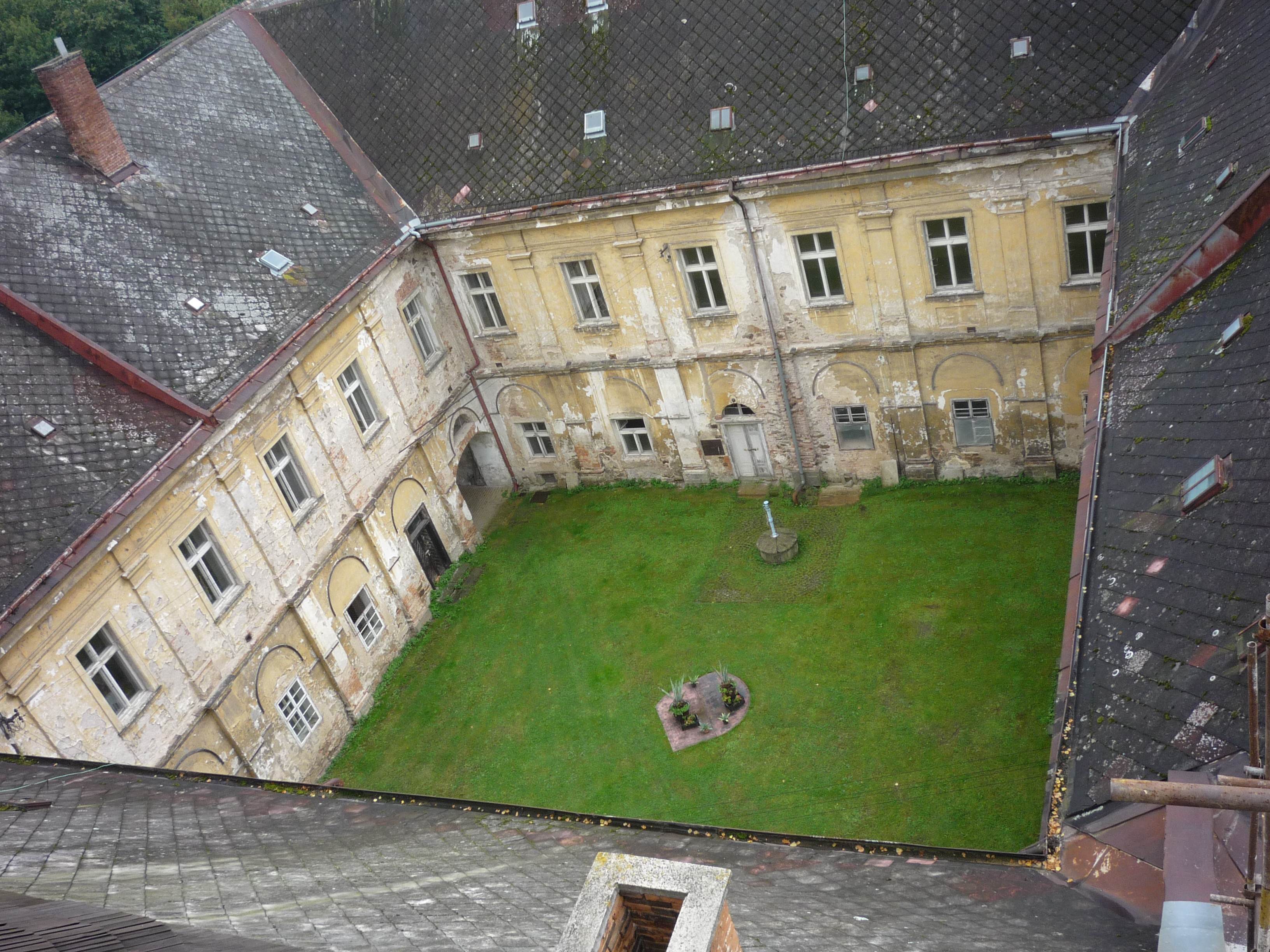
Cortile interno del castello

Il chiostro era probabilmente costituito da cinque settori sui lati nord e sud e da sei sul lato est e sul lato ovest. Dopo la costruzione del convento, già dal 1421, le truppe degli hussiti invasero il territorio e occuparono le residenze cistercensi. Gli hussiti si presentassero anche davanti alle porte del monastero. La devastazione del monastero segnalata nel 1424 non è tuttavia certa, e se ciò accadde rappresentò la distruzione di parte degli edifici del monastero. Non è inoltre chiaro se le monache fuggirono o se si rifugiarono presso le loro famiglie. Sembra certo il restauro del monastero avvenuto nel 1468, quando il re Ladislao II Jagellone aveva già confermato da tempo gli antichi privilegi monastici. Nel XVI secolo la chiesa del monastero fu modificata con un vestibolo settentrionale con volta a pettine, furono modificate anche le volte nelle cantine delle ali orientale e occidentale. Durante la guerra dei trent'anni il monastero fu oggetto di un attacco e subì gravi danni per un incendio e durante la permanenza degli svedesi nel territorio il monastero fu saccheggiato dal loro esercito il 7 marzo 1645. Dopo questi danni fu necessario restaurare il convento e riparare l'intero monastero. Insieme alla badessa Markéta Dittmarová, solo 6 religiose tornarono al monastero saccheggiato. In questi anni la prelatura fu interessata da modifiche costruttive. Davanti all'ala gotica fu introdotto un altro tratto dal lato nord, che ne bilanciava anche la posizione leggermente inclinata, e fu nuovamente rialzato il primo piano sulla pianta ampliata, entrambi completamente dotati di volte con ampie sezioni triangolari. Sulle facciate si è conservato anche il rivestimento in pietra con modanatura ed entrambi i timpani. Un elemento notevole per l'epoca fu la loggia ad arcate, che apparentemente apriva l'intero tratto meridionale del primo piano. Dopo la guerra dei trent'anni furono effettuati lavori di riparazione alla chiesa e all'estremità meridionale dell'ala occidentale del convento In questo periodo la pianta dell'edificio assunse la forma della lettera H. Inoltre furono realizzate anche le volte dei due piani fuori terra, che sono quasi interamente del primo barocco, per cui si può concludere che in quest'epoca i livelli di altezza del convento furono unificati. Le celle rettangolari per le monache al piano dell'ala est e le celle quadrate su entrambi i piani dell'ala ovest furono poi dotate di volte a crociera. Nel 1694 fu acquistato un nuovo orologio per la chiesa, e nel 1698 alla chiesa del convento fu aggiunta la cappella di Ognissanti. Nella prima metà del XVIII secolo fu realizzata una notevole decorazione degli interni che riguardarono la volta del refettorio, il prolungamento sopra il portale della sala sovrastante e soprattutto l'altare maggiore della chiesa. Ulteriori modifiche costruttive furono apportate poco prima dello scioglimento del monastero dopo il 1772, dopo che il 14 novembre di quell'anno metà del villaggio venne distrutto da un incendio. Il monastero fu risparmiato ma dopo l'incendio del paese furono sostituiti parte dei tetti del convento. A questo periodo risalgono probabilmente anche alcuni arredi interni ed infissi, in particolare molte strutture di porte e finestre. Nel 1782 il monastero, per effetto delle disposizioni di Giuseppe II fu abolito dopo oltre cinquecento anni di esistenza. Durante i preparativi per l'asta furono elencati i beni e l'inventario del convento soppresso e da questo elenco è possibile ricostruire l'aspetto del monastero. L'attrezzatura del monastero era molto austera, ed il complesso era costituito da un'abbazia, dalla prelatura, dalle stanze invernali ed estive della badessa e la cantina. L'abbazia era collegata al convento (poi castello) da una scalinata, e il convento ospitava le celle delle monache, una scuola, un refettorio, una cucina e una dispensa. La parte centrale era costituita da quattro rami di corridoi attorno al cortile. Nel 1783 però il monastero fu momentaneamente salvato dalla vendita e si decise che sarebbe stato utilizzato come luogo di incontro dei Minori Carmelitani di Praga e dei Domenicani della Città Vecchia. Si rese così necessaria un'ampia sostituzione del tetto in scandole del convento e della chiesa, il rifacimento dei corridoi, la sostituzione dei pavimenti e delle finestre in legno, la riparazione generale dei servizi igienici. Il restauro avvenne nella primavera del 1784. Si trattò quindi di una modifica degli interni e del tetto. La casa di riunione delle monache funzionò poi fino al 1792. Che si trattasse solo di una ricostruzione parziale è testimoniato dal fatto che nel 1786 fu redatto un altro elenco delle modifiche costruttive necessarie alla casa di riunione. Tra queste la ripavimentazione dei corridoi del piano terra, la realizzazione di una lavanderia o la copertura con tegole dei rimanenti tratti del tetto. Le modifiche del periodo assicurarono i locali del monastero solo in modo tale che continuassero ad essere abitabili. Quando i Carmelitani tornarono a Praga, nel 1792, fu fatta un'altra stima della proprietà e il monastero fu nuovamente messo all'asta. L'asta del 1793 non ebbe successo e il monastero fu solo affittato al proprietario della fabbrica di Jihlava Jost, che creò nella struttura in parte una manifattura di tessuti. Sembra che durante questo periodo venissero rimosse anche le travi per farne combustibile e il contratto di locazione fu presto interrotto. L'asta giudiziaria venne ripetuta il 5 febbraio 1807 e in tale occasione il monastero e l'intera tenuta furono acquistati dal conte Josef di Unwerth.

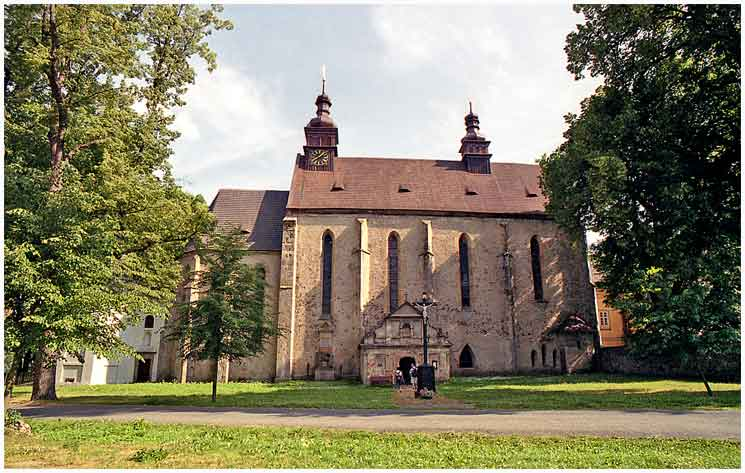
Chiesa di Sant'Andrea

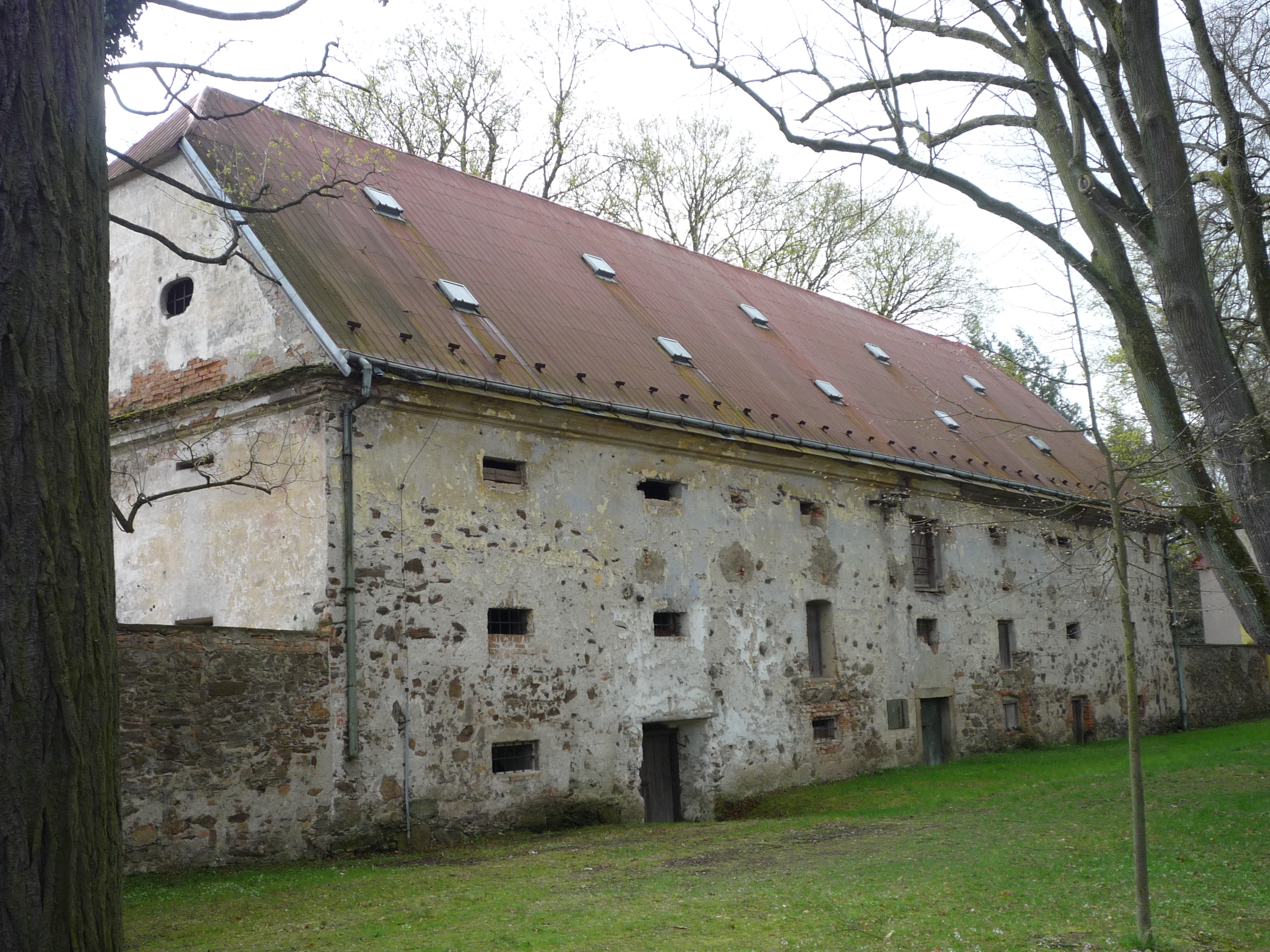
Granaio

### Epoca moderna

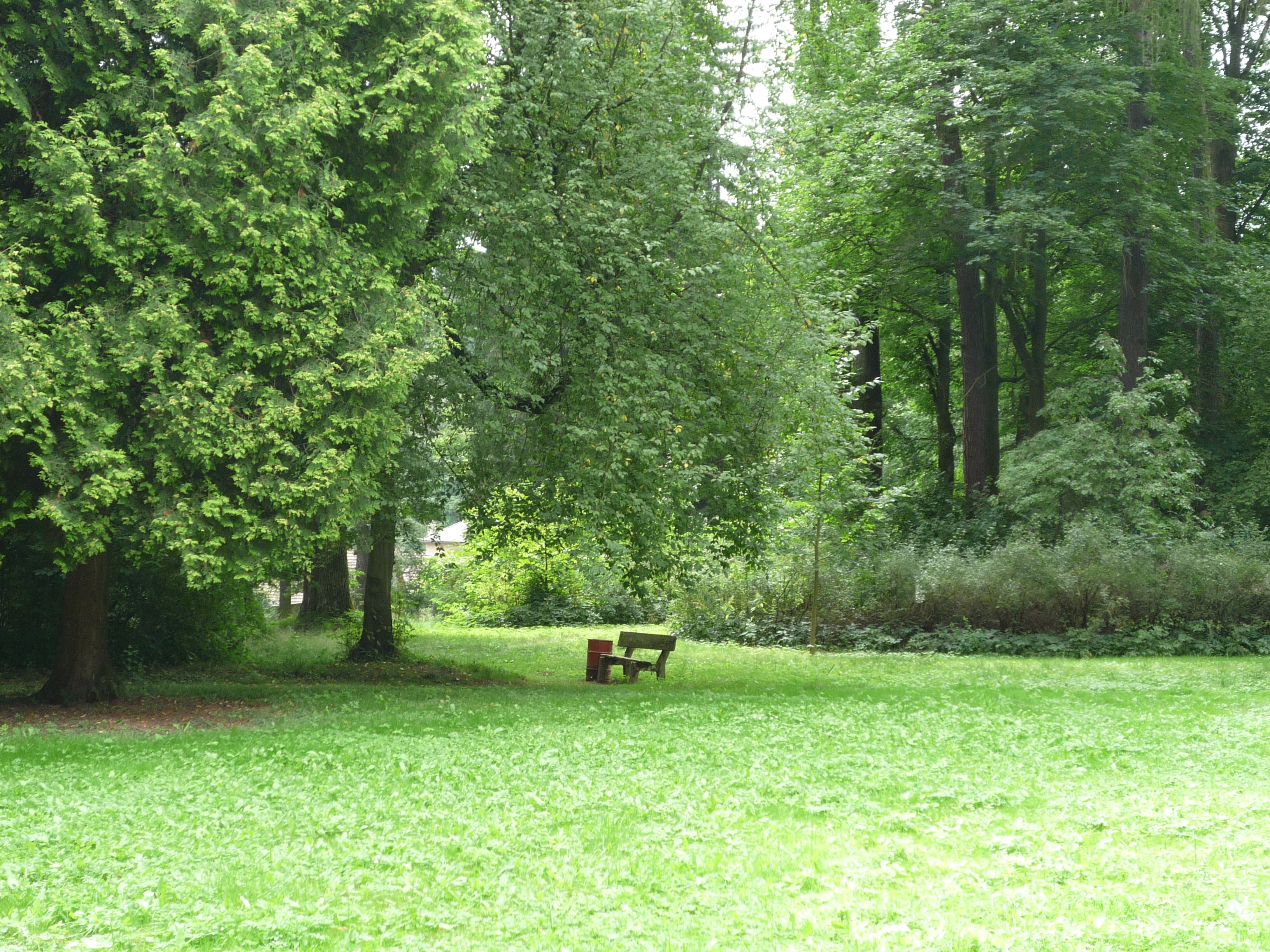
Parte del parco

Il conte acquistò una dimora arredata in modo molto austero. A parte le stufe nelle celle, le porte e le finestre con le sbarre, nel convento non c'era quasi nulla. Questo testimonia la sobrietà della vita delle suore e l'inventario cita solo una cucina con un grande focolare e due cisterne per l'acqua in pietra, un armadio a muro, un pollaio e, al posto di un giardino al centro del convento, un'area utilizzata come orto. Josef di Unwerth affrontò il restauro e la valorizzazione dell'ex monastero per dargli l'aspetto del castello che assunse nel 1822, dopo quindici anni di interventi e lavori. In quegli anni si ebbe la successione della proprietà e il patrimonio di Josef, che non ebbe figli, passò in eredità al nipote minorenne Evžen, conte Silva-Tarouca. In realtà sul piano dell'abitabilità si erano avute poche vere migliorie alla struttura, con spazi poco confortevoli e ambienti anche esterni poco salubri. Il primo piano del castello era ancora da sistemare, con stanze che erano per lo più dotate di finestre con doppi vetri e persiane col pavimento in tavolato originale e non sempre con una stufa. La cucina e i servizi igienici erano situati al primo piano nell'ala ovest. Il conte di Unwerth apportò solo le modifiche necessarie per garantirsi l'abitabilità nel freddo edificio in pietra e fu senza dubbio solo il successivo proprietario, il conte Evžen Silva-Tarouca, ad eseguire la ricostruzione classicista del convento in un castello, di cui fu proprietario dal 1824 al 1864. L'aspetto del castello del periodo non è facilmente ricostruibile. Nel 1864 il castello, per motivi familiari, venne ceduto alla contessa Clotilda Clam-Gallas nata da Ditrichsterin, che lo unì alla sua tenuta Přibyslav-Polná. In quel momento al primo piano c'erano 3 stanze per il maniero, una biblioteca, una piccola sala da pranzo, un salone con balcone, una camera da letto, uno spogliatoio, un bagno, un guardaroba, una toilette, la camera da letto signorile e altre per ospiti oltre ad altri ambienti. Al piano terra c'erano un appartamento, un teatro, una selleria, una stanza per la servitù, due stanze per gli ospiti, una stanza per il custode, magazzini, una rimessa le carrozze, un deposito per il foraggio, due stalle e un fienile. Nell'ex edificio ufficiale, la prelatura, c'erano due camere per gli ospiti al primo piano, una sala da pranzo, una stanza del maggiordomo, una stanza del cuoco, al piano terra una cucina del castello, un magazzino per stoviglie e biancheria e una dispensa. Negli anni successivi, dopo la morte della contessa Clotilde Clam-Gallas, il castello fu attentamente mantenuto e curato dalle sue figlie, la principessa Eduard Khevenhüller-Metsch e la contessa Clotilde Festetics. Durante gli anni della prima guerra mondiale la principessa Khevenhüllerová qui gestì anche un ospedale per convalescenti nei mesi estivi. Dopo il 1918 la nobiltà e i titoli furono aboliti, le proprietà delle famiglie nobili furono pignorate in massa nell'ambito della riforma agraria. La famiglia Clam-Gallas, da cui provenivano entrambe le nobili dame, possedeva numerosi ettari di terreno in parte recintato. L'obiettivo delle riforme era la confisca e la successiva ridistribuzione delle terre aristocratiche ai cittadini cecoslovacchi tuttavia questi provvedimenti non influirono in modo significativo sulla proprietà in questione. Dopo la morte della sorella Eduardina nel 1925, la contessa Clotilda Festeticsová divenne l'unica proprietaria della tenuta e continuò a mantenerla in ottime condizioni. Dopo l'incendio scoppiato nella casa di Alois Tajovský, attigua al castello e alla canonica, la nobildonna decise di restaurare a proprie spese la chiesa e la canonica. Nel 1939 i beni e i possedimenti della contessa furono sottoposti all'amministrazione forzata dello Stato poiché la nobiltà ere ritenuta un elemento indesiderabile e incompatibile con le idee del nazionalsocialismo. Dopo la seconda guerra mondiale entrarono in vigore i decreti statali di nazzionalizzazione e la contessa ormai molto anziana fu privata dei suoi beni. Così già nell'autunno del 1945 il villaggio di Pohled ottenne il permesso di fondare una scuola nei locali dell'ex castello. La sala del coro e l'ufficio del direttore vennero arredati con le attrezzature del castello, poi, pochi anni dopo, iniziò il saccheggio sistematico delle proprietà sino a quando ne venne ordinata la confisca per conto della Regione. Il castello fu acquistato dal comune solo nel settembre 1949. L'edificio scolastico divenne un edificio multifunzionale e fino alla fine del XX secolo ospitò appartamenti e nella prelatura furono ospitati anche gli insegnanti locali. L'occupazione del castello da parte dei cittadini locali rappresenta un capitolo a parte dell'esistenza del castello. Dopo l'istituzione di una scuola nel castello c'era ancora abbastanza spazio perché gradualmente venissero creati appartamenti dove furono ospitate alcune famiglie. Nel periodo di massima occupazione nel castello vivevano fino a 15 famiglie. Queste in seguito costruirono all'esterno le proprie case e gli appartamenti abbandonati trovarono successivamente un altro uso. Al piano terra si sistemarono un circolo ricreativo dei vigili del fuoco, la casa del sidro dell'associazione orticola, un magazzino della protezione civile, gli spazi dell'Archivio di Stato e altri utilizzi. Dal 2006 l'edificio del castello è stato messo in vendita dal Comune ed è rimasto inutilizzato. Solo nel 2011 l'edificio e l'area adiacente con parco, granaio, prelatura, grande edificio fondiario, edificio scolastico in costruzione, ex sala falconeria e cinema, strada adiacente, vicolo dei tigli in paese, furono ceduti al Gruppo H.H. Holding per al prezzo di 15 milioni di corone ceche. L'intera area del castello è protetta come monumento culturale della Repubblica Ceca.

## Descrizione
Il castello si trova a Pohled, comune della Regione di Vysočina in Repubblica Ceca. L'edificio barocco, originariamente convento monastico, risale al 1689-1690, è adiacente alla chiesa sul lato nord. Il complesso è di grande estensione e comprende varie parti: 
- Castello classicista a quattro ali con cortile recintato corrispondente all'antico cortile paradisiaco del convento. Si è ottenuto dalla ricostruzione del monastero cistercense del primo barocco fondato intorno al 1295. L'edificio a un piano adiacente alla chiesa ha pianta a forma di H.[6]
- Chiesa di Sant'Andrea, protogotica, di grande valore storico e aristico, costruita intorno al 1360 come chiesa conventuale delle monache cistercensi. Assunse la funzione di chiesa parrocchiale dopo la soppressione del monastero nel 1782. L'edificio ad una navata è chiuso da un presbiterio poligonale con annessa cappella centrale protobarocca.[7]
- Prelatura. L'edificio gotico dell'antica prelatura con ampia ricostruzione del primo barocco e decorazioni tardo barocche delle facciate si fonde con l'ala occidentale del castello. L'edificio è a un piano e la sua caratteristica architettonicamente distintiva è il timpano a voluta a più piani con decorazioni in stucco.[8]
- Parco paesaggistico. Sul sito dei giardini del monastero è stato creato un vasto parco paesaggistico naturale che circonda il complesso di edifici. Il parco aperto, che si estende su un terreno leggermente ondulato, è delimitato a sud dal fiume Sázava. Nella zona d'ingresso si trova un lungo viale di tigli.[9]

### Monumento culturale della Repubblica Ceca
La tutela dei monumenti della Repubblica Ceca considera il complesso del castello di Pohled col suo parco e tutti gli edifici compresi un monumento culturale nazionale tutelato col numero di catalogo 1000157132.